# Culicoides fascipennis
Culicoides fascipennis är en tvåvingeart som först beskrevs av Rasmus Carl Staeger 1839.  Culicoides fascipennis ingår i släktet Culicoides och familjen svidknott. Arten är reproducerande i Sverige. Inga underarter finns listade i Catalogue of Life.